# Prisão da Fé - Cientologia, Celebridades e Hollywood
Prisão da Fé - Cientologia, Celebridades e Hollywood é um livro de não-ficção sobre Cientologia, escrito pelo autor estadunidense Lawrence Wright e lançado em 2013.
O livro contém entrevistas de atuais e ex-cientologistas, a história do fundador L. Ron Hubbard e seu líder atual David Miscavige, e análises das relações de Tom Cruise e John Travolta com a organização. Em uma entrevista com o The New York Times, Wright disse que "há um monte de pessoas por aí que eram do alto escalão da igreja e sabem muito sobre ela, e que se tornaram bastante eloquentes... Eu tenho muita sorte de estar por aqui numa época em que muitas dessas pessoas estão prontas para falar". Wright também declarou que vinha recebendo "inúmeras" cartas ameaçando-o com medidas judiciais por parte de advogados representantes da Cientologia e celebridades que pertencem a igreja. Wright conversou com duzentos atuais e ex-cientologistas para o livro.
O título do livro em inglês, Going Clear, é uma referência a um estágio de desenvolvimento espiritual em Cientologia. No jargão da Cientologia, "Clear" significa um estado de um indivíduo ter livrado a si mesmo de "engramas", que membros acreditam ser "memórias subconscientes de traumas passados". Cientologistas passam por sessões de terapia chamadas "auditorias" como parte do processo de se tornarem Clear.
Wright havia previamente escrito um perfil do ex-cientologista Paul Haggis para o The New Yorker.

## Recepção
Os editores da Transworld cancelaram a publicação do livro no Reino Unido. A Transworld tomou uma decisão interna de não publicar o livro seguindo aconselhamento legal, sentindo que o desenvolvimento de uma versão editada não se encaixaria em sua agenda. O editor alemão de Wright, Random House Publishing Group, proveu os endereços de internet referentes às repostas publicadas pela Igreja da Cientologia em um aviso na capa da edição alemã e uma advertência de que nenhuma das histórias contidas no livro se referiam à divisão alemã da igreja.
Prisão da Fé - Cientologia, Celebridades e Hollywood foi desafiado pela Igreja da Cientologia Internacional. A Igreja publicou um comunicado oficial através seu website Scientology Newsroom e um blog listando suas refutações. Houve comentários sobre as discordâncias entre Wright e a Igreja da Cientologia na mídia.
Clark Collis resenhou o livro para a Entertainment Weekly, e escreveu:
Lawrence Wright, que ganhou um Pulitzer por seu livro de 2006, O vulto das torres - A Al-Qaeda e o caminho até 11/9, entrevistou cerca de 200 atuais e ex-cientologistas para seu livro, que começara como um artigo para a New Yorker em 2011 e foi escrito com a colaboração de Haggis. Pode-se sentir o peso de sua pesquisa ao detalhar detalhes sobre o estabelecimento da igreja por Hubbard nos anos 50, sua abrangência global de infiltração em agências governamentais nos anos 70, e a mais recente alegação de abuso físico sofrido por alguns membros (a Igreja da Cientologia nega muitas das alegações...) Prisão da Fé - Cientologia, Celebridades e Hollywood é salpicado com exemplos da igreja extravagantemente acomodando seus membros VIPs, particularmente Tom Cruise, mesmo que nem sempre lidem tão bem com os gracejos de seus congregados famosos.

## Prêmios e homenagens
O livro foi um dos finalistas no National Book Award for Nonfiction, e foi indicado para o National Book Critics Circle Award de 2013.

## Adaptação em documentário
O livro foi adaptado em documentário pela HBO, dirigido por Alex Gibney, e estreou no Sundance Film Festival em 25 de janeiro de 2015. A chefe da HBO Documentary Films, Sheila Nevins, afirmou que a HBO solicitou que 160 advogados analisassem o documentário por preocupação com possíveis ações litigiosas por parte da Igreja da Cientologia. Posteriomente isso foi explicado como uma falsa hipérbole por Gibney. Gibney acrescentou que o documentário foi escrutinado por advogados da HBO.